# Don't Let Go (Love)
Don't Let Go (Love) è un singolo discografico del gruppo musicale statunitense En Vogue, pubblicato nel 1996.

## Il brano
Il brano è stato scritto da Andrea Martin, Ivan Matias, Marqueze Ethridge e Organized Noize. Esso è stato prodotto per la colonna sonora del film Set It Off - Farsi notare (Set It Off) (1996) e poi incluso anche nel terzo album in studio del gruppo EV3 (1997).

## Video
Il videoclip della canzone è stato diretto da Matthew Rolston sotto lo pseudonimo Alan Smithee. 

## Premi
- Soul Train Music Awards
  - 1997: "Best R&B, Rap or Soul Single by Group, Band or Duo"

## Classifiche
| Classifica (1996-1997) | Posizione massima |
| ---------------------- | ----------------- |
| Regno Unito            | 5                 |
| Stati Uniti            | 2                 |